# Klabin
Klabin S.A. ist ein börsennotierter Papier- und Pappehersteller aus Brasilien mit Firmensitz in São Paulo, der im Finanzindex IBOVESPA gelistet ist. Das Unternehmen produziert rund 1,5 Millionen Tonnen an zellstoffbasierten Produkten mit Schwerpunkt im Verpackungsmittelbereich.
Klabin S.A. und seine Tochtergesellschaften sind in der Papier- und Zellstoffindustrie tätig und beliefern den brasilianischen und ausländischen Markt mit Holz, Verpackungspapier, Papiersäcken, Wellpappenschachteln und Zellstoff. Die Segmente des Unternehmens umfassen Forstwirtschaft, Papier, Conversion und Zellstoff. Das Segment Forstwirtschaft umfasst Pflanzen und Aufziehen von Kiefern und Eukalyptusbäumen sowie den Verkauf von Holz an Dritte auf dem Inlandsmarkt. Das Segment Papier umfasst die Herstellung und den Verkauf von Pappe, Kraftliner und Recyclingpapierrollen im In- und Ausland. Das Segment Conversion umfasst die Herstellung und den Verkauf von Wellpappenschachteln, Wellpappe und Industriesäcken im In- und Ausland. Das Segment Zellstoff umfasst die Herstellung und den Verkauf von kurzfasergebleichtem Zellstoff, langfasergebleichtem Zellstoff und Flusenzellstoff im In- und Ausland. Das Unternehmen verfügt über mehr als 20 Industrieanlagen in Brasilien und Argentinien.

## Geschichte
Die Geschichte der Klabin-Gruppe begann 1889, als Maurício Freeman Klabin nach Brasilien kam. Der junge Unternehmer, ein Einwanderer aus Litauen, verließ seine Familie in seiner Heimat und landete in Santos, São Paulo (Bundesstaat). Seine erste Firma wurde in der Hauptstadt São Paulo gegründet, die sich bereits zu einem wichtigen Handels- und Finanzzentrum des Landes entwickelt hatte. Maurício Klabin verkaufte Zigaretten an Handelshäuser und Herbergen und importierte Papier und Tabak für deren Herstellung. Er bekam einen Job bei einem Drucker, dessen Firma er später kaufte: Empreza Graphica Klabin. Im Jahr 1890 gründete Maurício F. Klabin in São Paulo seine eigene Firma, M. F. Klabin e Irmão, die als Druckerei und Büroimporthaus fungierte. 1899 gründete er mit den Brüdern Salomão und Hessel und Cousin Miguel Lafer Klabin Irmãos e Cia. 1902 begann er mit der Papierherstellung, indem er die Fábrica de Papel Paulis in Vila do Salto de Itú leaste. 1909 bis 1914 baute er die Fabricadora de Papel auf.
1931 stieg er in die Keramikproduktion ein – Gründung der Manufatura Nacional de Porcelanas S.A. 1941 gründete er die erste Aktiengesellschaft der Gruppe – Indústria Klabin de Papel e Celulose. 1946 war der Beginn des Zellstoff- und Papierbetriebs der IKPC S.A. Er stellte dafür zahlreiche qualifizierte europäische Fachkräfte ein. 1952 begann die Wellpappenproduktion bei Companhia Fabricadora de Papel. 1961 bis 1969 erfolgte die Gründung von Papel e Celulose Catarinense Ltd., einer Fabrik für Kraftpapier und Langfaserzellstoff. 1967 erfolgte die Übernahme des Werks Piracicaba, ein Teil des Projekts zur Herstellung von Zuckerrohr-Bagasse-Zellstoff. 1982 wurde die Firma Rio Grande – Companhia de Celulose do Sul in Guaíba übernommen.

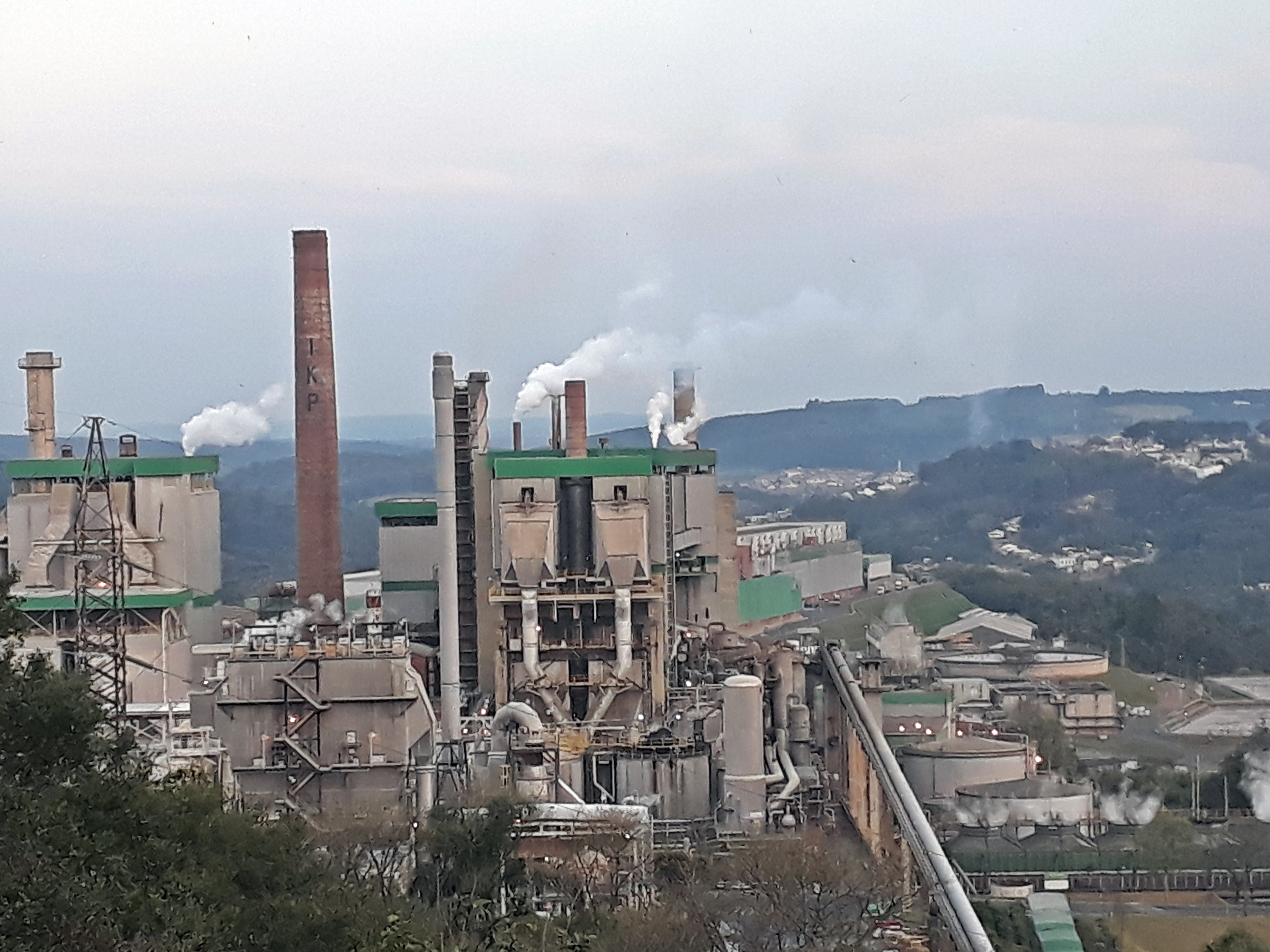
Firma Klabin, Papierindustrie in Telêmaco Borba

1983 wurde die Holdinggesellschaft Klabin de Papel e Celulose gegründet, die Muttergesellschaft der Klabin-Unternehmen. Im Jahre 1987 zog sich Klabin aus dem Keramikgeschäft zurück. 1990 erfolgte der Kauf von Companhia de Papers. Klabin wurde damit zum größten Hersteller von Hygienepapieren in Brasilien. 1997 wurde ein Joint Venture zwischen Klabin und in Kimberly-Clark in Argentinien geschlossen. Das neue Unternehmen wurde KCK Tissue S.A. genannt (1999 in Klabin Kimberly S.A. umfirmiert). Im Jahr 1999 weihte das Werk in Piracicaba eine Tetra-Pak-Verpackungsrecyclingmaschine ein. 2001 wurde Klabin S.A. gegründet. 2016 kaufte Klabin die Firma Embalplan und die Aktivitäten von Hevi Embalagens. 2020 erfolgte die Übernahme des Geschäfts mit Wellpappe und Verpackungspapier in Brasilien von International Paper.
2021 wurde Klabin Teil des Dow Jones Sustainability Index (DJSI).
Klabin wird zu 60 Prozent von der Familie Klabin kontrolliert. 20 Prozent hält gegenwärtig die Investmentgesellschaft Monteiro Aranha.